# Born to Perish
Born to Perish è il quattordicesimo album in studio del gruppo musicale Destruction, pubblicato nel 2019 dalla Nuclear Blast.

## Tracce
1. Born to Perish – 4:58
2. Inspired by Death – 5:06
3. Betrayal – 5:16
4. Rotten – 3:07
5. Filthy Wealth – 5:27
6. Butchered for Life – 5:04
7. Tyrants of the Netherworld – 3:52
8. We Breed Evil – 7:02
9. Fatal Flight 17 – 5:08
10. Ratcatcher – 4:16
11. Hellbound (cover dei Tygers of Pan Tang) – 3:13

## Formazione
- Marcel "Schmier" Schirmer – basso, voce
- Mike Sifringer – chitarra
- Damir Eskić - chitarra
- Randy Black - batteria, percussioni